# Agave applanata
Agave applanata är en sparrisväxtart som beskrevs av Lem. och Georg Albano von Jacobi. Agave applanata ingår i släktet Agave och familjen sparrisväxter. Inga underarter finns listade i Catalogue of Life.